# Släntlutning
Släntlutning är inom kanalströmning lutningen hos kanterna (slänten) på kanaler och öppna diken. Lutningen påverkar starkt värdet på den hydrauliska radien och därmed kanalens eller det öppna dikets flödeskapacitet.
Värdet på släntlutningen avgörs dock i första hand av markens stabilitet. På de flesta jordar brukar man rekommendera en släntlutning på 1:3, men på särskilt instabila jordarter med mycket silt, rekommenderas en flackare släntlutning.